# Хунедоара
Хунедоа́ра (рум.  Hunedoara, венг.  Vajdahunyad, нем.  Eisenmarkt) — город на территории жудеца (уезда) Хунедоара (Румыния), в долине реки Черна (притока Муреша). Площадь — 97 км². Население — 79 235 человек. Город был основан в 1265 году.

## История

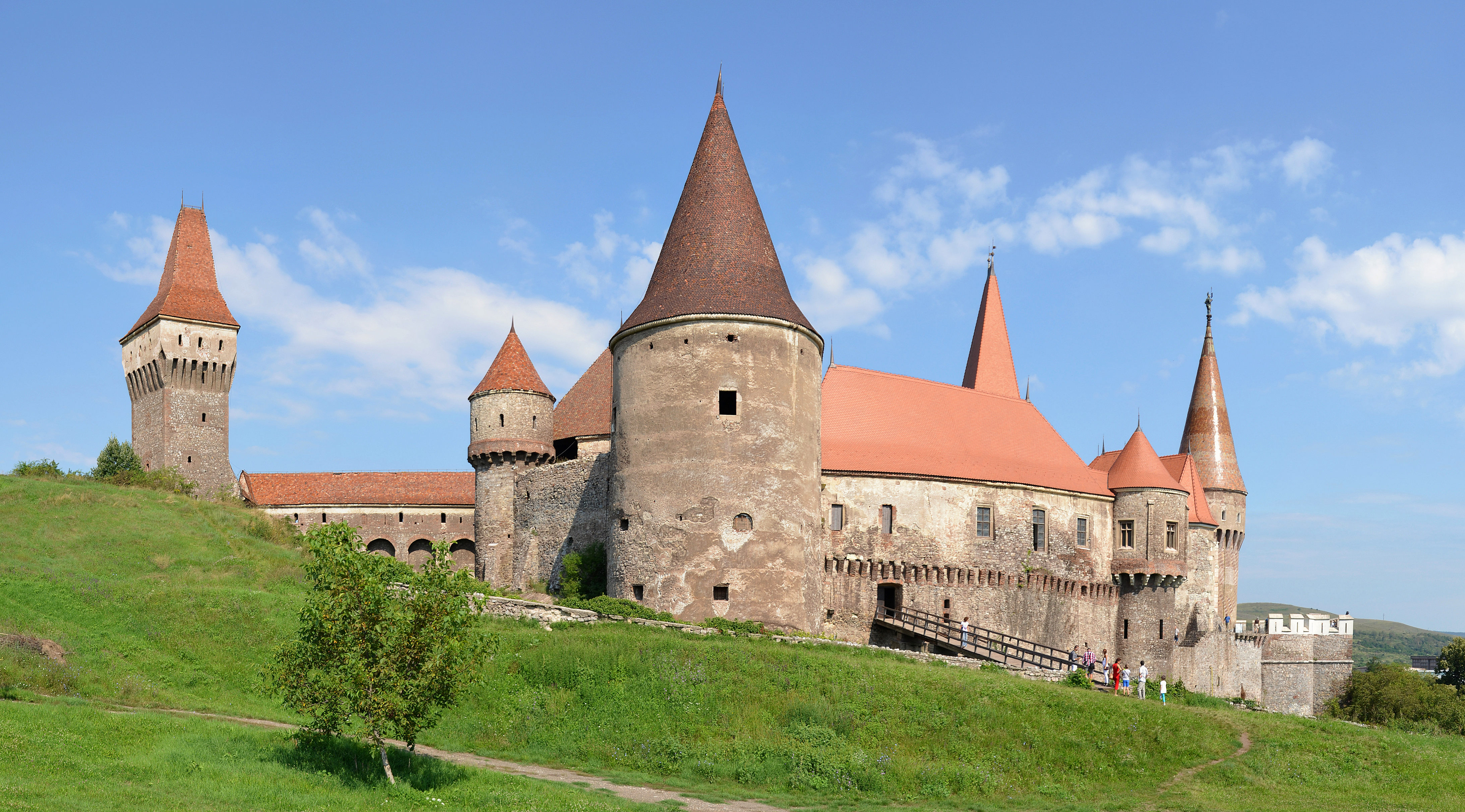
Замок Хуньяди

После прихода римлян в 106 году тут началось производство железа в селе Рустика. Первое упоминание о городе под названием Хунгнод приходится на 1265 год. Главная достопримечательность города — замок Хуньяди, выстроенный князьями Хуньяди на излёте Средних веков и достроенный уже в наше время.

## Хозяйство
Хунедоара — центр чёрной металлургии. В городе расположен комбинат, который производит по 3 млн т стали в год, использующий местный железняк из месторождения в горах Пояна-Рускэ и каменно-коксовый уголь Петрошенского бассейна. Также в городе есть предприятия коксовой, химической, пищевой промышленностей и строительных материалов.

## Уроженцы
- Известным уроженцем этих мест является спортсмен (футбол) Георге «Гика» Крайовяну, который был признан лучшим «снайпером» испанского «Вильяреала» сезона 1998/99[2].